# Världscupen i längdåkning 2017/2018
Världscupen i längdåkning 2017/2018 inleddes den 24 november 2017 i Ruka, Finland, och avslutades den 18 mars 2018 i Falun, Sverige. Världscupprogrammet fastställdes i maj 2017 och innehöll till skillnad från föregående säsonger inga stafetter, endast en teamsprint genomfördes.
Regerande världscupsegrare från förra säsongen var Heidi Weng, Norge, och Martin Johnsrud Sundby, Norge.

## Tävlingsprogram och resultat[1]
| Förklaring        |
| ----------------- |
| K = Klassisk stil |
| F = Fristil       |

### Herrar

#### Individuella tävlingar
| Nr                                                      | Ort                         | Disciplin                          | Stil                               | Datum                              | Etta                   | Tvåa                   | Trea                   | Referens |
| ------------------------------------------------------- | --------------------------- | ---------------------------------- | ---------------------------------- | ---------------------------------- | ---------------------- | ---------------------- | ---------------------- | -------- |
| Ruka-trippel [not1]                                     |                             |                                    |                                    |                                    |                        |                        |                        |          |
| 1                                                       | Ruka                        | Sprint                             | K                                  | 24 november 2017                   | Johannes Høsflot Klæbo | Pål Golberg            | Calle Halfvarsson      |          |
| 1                                                       | Ruka                        | 15 km                              | K                                  | 25 november 2017                   | Johannes Høsflot Klæbo | Didrik Tønseth         | Iivo Niskanen          |          |
| 1                                                       | Ruka                        | 15 km jaktstart [not2]             | F                                  | 26 november 2017                   | Maurice Manificat      | Matti Heikkinen        | Hans Christer Holund   |          |
| 1                                                       | Ruka-trippel – Slutresultat | Ruka-trippel – Slutresultat        | Ruka-trippel – Slutresultat        | Ruka-trippel – Slutresultat        | Johannes Høsflot Klæbo | Martin Johnsrud Sundby | Aleksandr Bolsjunov    |          |
| 2                                                       | Lillehammer                 | Sprint                             | K                                  | 2 december 2017                    | Johannes Høsflot Klæbo | Sergej Ustiugov        | Aleksandr Bolsjunov    |          |
| 3                                                       | Lillehammer                 | Skiathlon                          | K+F                                | 3 december 2017                    | Johannes Høsflot Klæbo | Martin Johnsrud Sundby | Hans Christer Holund   |          |
| 4                                                       | Davos                       | Sprint                             | F                                  | 9 december 2017                    | Johannes Høsflot Klæbo | Federico Pellegrino    | Aleksandr Bolsjunov    |          |
| 5                                                       | Davos                       | 15 km                              | F                                  | 10 december 2017                   | Maurice Manificat      | Sergej Ustiugov        | Aleksandr Bolsjunov    |          |
| 6                                                       | Toblach                     | 15 km                              | F                                  | 16 december 2017                   | Simen Hegstad Krüger   | Maurice Manificat      | Andrew Musgrave        |          |
| 7                                                       | Toblach                     | 15 km jaktstart                    | K                                  | 17 december 2017                   | Johannes Høsflot Klæbo | Sergej Ustiugov        | Aleksej Poltoranin     |          |
| Tour de Ski (30 december 2017–7 januari 2018) [not1]    |                             |                                    |                                    |                                    |                        |                        |                        |          |
| 8                                                       |                             |                                    |                                    |                                    |                        |                        |                        |          |
| Lenzerheide                                             | Sprint                      | F                                  | 30 december 2017                   | Sergej Ustiugov                    | Federico Pellegrino    | Lucas Chanavat         |                        |          |
| Lenzerheide                                             | 15 km                       | K                                  | 31 december 2017                   | Dario Cologna                      | Aleksej Poltoranin     | Martin Johnsrud Sundby |                        |          |
| Lenzerheide                                             | 15 km jaktstart             | F                                  | 1 januari 2018                     | Dario Cologna                      | Sergej Ustiugov        | Aleksandr Bolsjunov    |                        |          |
| Oberstdorf                                              | Sprint                      | K                                  | 3 januari 2018                     | Inställd                           | Inställd               | Inställd               | Inställd               |          |
| Oberstdorf                                              | 15 km masstart              | F                                  | 4 januari 2018                     | Emil Iversen                       | Sindre Bjørnestad Skar | Francesco De Fabiani   |                        |          |
| Val di Fiemme                                           | 15 km masstart              | K                                  | 6 januari 2018                     | Aleksej Poltoranin                 | Andrej Larkov          | Alex Harvey            |                        |          |
| Val di Fiemme                                           | Klättring jaktstart [not2]  | F                                  | 7 januari 2018                     | Martin Johnsrud Sundby             | Maurice Manificat      | Denis Spitsov          |                        |          |
| Tour de Ski – Slutresultat                              | Tour de Ski – Slutresultat  | Tour de Ski – Slutresultat         | Tour de Ski – Slutresultat         | Tour de Ski – Slutresultat         | Dario Cologna          | Martin Johnsrud Sundby | Alex Harvey            |          |
| 9                                                       | Dresden                     | Sprint                             | F                                  | 13 januari 2018                    | Federico Pellegrino    | Johannes Høsflot Klæbo | Lucas Chanavat         |          |
| 10                                                      | Planica                     | Sprint                             | K                                  | 20 januari 2018                    | Johannes Høsflot Klæbo | Emil Iversen           | Teodor Peterson        |          |
| 11                                                      | Planica                     | 15 km                              | K                                  | 21 januari 2018                    | Aleksej Poltoranin     | Johannes Høsflot Klæbo | Calle Halfvarsson      |          |
| 12                                                      | Seefeld                     | Sprint                             | F                                  | 27 januari 2018                    | Johannes Høsflot Klæbo | Lucas Chanavat         | Calle Halfvarsson      |          |
| 13                                                      | Seefeld                     | 15 km masstart                     | F                                  | 28 januari 2018                    | Dario Cologna          | Alex Harvey            | Martin Johnsrud Sundby |          |
| Olympiska vinterspelen 2018 (9–25 februari 2018) [not1] |                             |                                    |                                    |                                    |                        |                        |                        |          |
| 14                                                      | Lahtis                      | Sprint                             | F                                  | 3 mars 2018                        | Federico Pellegrino    | Gleb Retivych          | Johannes Høsflot Klæbo |          |
| 15                                                      | Lahtis                      | 15 km                              | K                                  | 4 mars 2018                        | Aleksej Poltoranin     | Aleksandr Bolsjunov    | Iivo Niskanen          |          |
| 16                                                      | Drammen                     | Sprint                             | K                                  | 7 mars 2018                        | Johannes Høsflot Klæbo | Eirik Brandsdal        | Aleksandr Bolsjunov    |          |
| 17                                                      | Oslo                        | 50 km masstart                     | F                                  | 10 mars 2018                       | Dario Cologna          | Martin Johnsrud Sundby | Maksim Vylegzjanin     |          |
| Avslutningstour (16–18 mars 2018) [not1]                |                             |                                    |                                    |                                    |                        |                        |                        |          |
| 18                                                      | Falun                       |                                    |                                    |                                    |                        |                        |                        |          |
| 18                                                      | Falun                       | Sprint                             | F                                  | 16 mars 2018                       | Johannes Høsflot Klæbo | Federico Pellegrino    | Lucas Chanavat         |          |
| 18                                                      | Falun                       | 15 km masstart                     | K                                  | 17 mars 2018                       | Aleksandr Bolsjunov    | Calle Halfvarsson      | Francesco De Fabiani   |          |
| 18                                                      | Falun                       | 15 km jaktstart [not2]             | F                                  | 18 mars 2018                       | Alex Harvey            | Hans Christer Holund   | Maksim Vylegzjanin     |          |
| 18                                                      | Falun                       | Slutresultat för avslutningstouren | Slutresultat för avslutningstouren | Slutresultat för avslutningstouren | Aleksandr Bolsjunov    | Alex Harvey            | Dario Cologna          |          |

#### Lagtävlingar
| Nr | Ort     | Disciplin  | Stil | Datum           | Etta                                          | Tvåa                                   | Trea                                    | Referens |
| -- | ------- | ---------- | ---- | --------------- | --------------------------------------------- | -------------------------------------- | --------------------------------------- | -------- |
| 1  | Dresden | Teamsprint | F    | 14 januari 2018 | Italien I Dietmar Nöckler Federico Pellegrino | Sverige I Emil Jönsson Teodor Peterson | Ryssland I Andrej Krasnov Gleb Retivych |          |

### Damer

#### Individuella tävlingar
| Nr                                                      | Ort                         | Disciplin                          | Stil                               | Datum                              | Etta                                   | Tvåa                     | Trea                     | Referens |
| ------------------------------------------------------- | --------------------------- | ---------------------------------- | ---------------------------------- | ---------------------------------- | -------------------------------------- | ------------------------ | ------------------------ | -------- |
| Ruka-trippel [not1]                                     |                             |                                    |                                    |                                    |                                        |                          |                          |          |
| 1                                                       | Ruka                        | Sprint                             | K                                  | 24 november 2017                   | Stina Nilsson                          | Sadie Bjornsen           | Julia Belorukova         |          |
| 1                                                       | Ruka                        | 10 km                              | K                                  | 25 november 2017                   | Marit Bjørgen                          | Charlotte Kalla          | Ingvild Flugstad Østberg |          |
| 1                                                       | Ruka                        | 10 km jaktstart [not2]             | F                                  | 26 november 2017                   | Ragnhild Haga                          | Heidi Weng               | Charlotte Kalla          |          |
| 1                                                       | Ruka-trippel – Slutresultat | Ruka-trippel – Slutresultat        | Ruka-trippel – Slutresultat        | Ruka-trippel – Slutresultat        | Charlotte Kalla                        | Marit Bjørgen            | Ragnhild Haga            |          |
| 2                                                       | Lillehammer                 | Sprint                             | K                                  | 2 december 2017                    | Maiken Caspersen Falla                 | Krista Pärmäkoski        | Sadie Bjornsen           |          |
| 3                                                       | Lillehammer                 | Skiathlon                          | K+F                                | 3 december 2017                    | Charlotte Kalla                        | Heidi Weng               | Ragnhild Haga            |          |
| 4                                                       | Davos                       | Sprint                             | F                                  | 9 december 2017                    | Stina Nilsson                          | Maiken Caspersen Falla   | Kikkan Randall           |          |
| 5                                                       | Davos                       | 10 km                              | F                                  | 10 december 2017                   | Ingvild Flugstad Østberg               | Ragnhild Haga            | Krista Pärmäkoski        |          |
| 6                                                       | Toblach                     | 10 km                              | F                                  | 16 december 2017                   | Charlotte Kalla                        | Ragnhild Haga            | Heidi Weng               |          |
| 7                                                       | Toblach                     | 10 km jaktstart                    | K                                  | 17 december 2017                   | Marit Bjørgen                          | Ingvild Flugstad Østberg | Heidi Weng               |          |
| Tour de Ski (30 december 2017–7 januari 2018) [not1]    |                             |                                    |                                    |                                    |                                        |                          |                          |          |
| 8                                                       |                             |                                    |                                    |                                    |                                        |                          |                          |          |
| Lenzerheide                                             | Sprint                      | F                                  | 30 december 2017                   | Laurien van der Graaff             | Sophie Caldwell                        | Maiken Caspersen Falla   |                          |          |
| Lenzerheide                                             | 10 km                       | K                                  | 31 december 2017                   | Ingvild Flugstad Østberg           | Heidi Weng                             | Sadie Bjornsen           |                          |          |
| Lenzerheide                                             | 10 km jaktstart             | F                                  | 1 januari 2018                     | Ingvild Flugstad Østberg           | Heidi Weng                             | Jessie Diggins           |                          |          |
| Oberstdorf                                              | Sprint                      | K                                  | 3 januari 2018                     | Inställd                           | Inställd                               | Inställd                 | Inställd                 |          |
| Oberstdorf                                              | 10 km masstart              | F                                  | 4 januari 2018                     | Ingvild Flugstad Østberg           | Maiken Caspersen Falla                 | Krista Pärmäkoski        |                          |          |
| Val di Fiemme                                           | 10 km masstart              | K                                  | 6 januari 2018                     | Heidi Weng                         | Krista Pärmäkoski                      | Teresa Stadlober         |                          |          |
| Val di Fiemme                                           | Klättring jaktstart [not2]  | F                                  | 7 januari 2018                     | Heidi Weng                         | Teresa Stadlober                       | Jessie Diggins           |                          |          |
| Tour de Ski – Slutresultat                              | Tour de Ski – Slutresultat  | Tour de Ski – Slutresultat         | Tour de Ski – Slutresultat         | Tour de Ski – Slutresultat         | Heidi Weng                             | Ingvild Flugstad Østberg | Jessie Diggins           |          |
| 9                                                       | Dresden                     | Sprint                             | F                                  | 13 januari 2018                    | Hanna Falk                             | Maja Dahlqvist           | Sophie Caldwell          |          |
| 10                                                      | Planica                     | Sprint                             | K                                  | 20 januari 2018                    | Stina Nilsson                          | Kathrine Harsem          | Maiken Caspersen Falla   |          |
| 11                                                      | Planica                     | 10 km                              | K                                  | 21 januari 2018                    | Krista Pärmäkoski                      | Charlotte Kalla          | Heidi Weng               |          |
| 12                                                      | Seefeld                     | Sprint                             | F                                  | 27 januari 2018                    | Laurien van der Graaff Sophie Caldwell | –                        | Maiken Caspersen Falla   |          |
| 13                                                      | Seefeld                     | 10 km masstart                     | F                                  | 28 januari 2018                    | Jessie Diggins                         | Heidi Weng               | Ragnhild Haga            |          |
| Olympiska vinterspelen 2018 (9–25 februari 2018) [not1] |                             |                                    |                                    |                                    |                                        |                          |                          |          |
| 14                                                      | Lahtis                      | Sprint                             | F                                  | 3 mars 2018                        | Maiken Caspersen Falla                 | Stina Nilsson            | Hanna Falk               |          |
| 15                                                      | Lahtis                      | 10 km                              | K                                  | 4 mars 2018                        | Krista Pärmäkoski                      | Natalja Neprjajeva       | Marit Bjørgen            |          |
| 16                                                      | Drammen                     | Sprint                             | K                                  | 7 mars 2018                        | Maiken Caspersen Falla                 | Stina Nilsson            | Jessie Diggins           |          |
| 17                                                      | Oslo                        | 30 km masstart                     | F                                  | 11 mars 2018                       | Marit Bjørgen                          | Jessie Diggins           | Ragnhild Haga            |          |
| Avslutningstour (16–18 mars 2018) [not1]                |                             |                                    |                                    |                                    |                                        |                          |                          |          |
| 18                                                      | Falun                       |                                    |                                    |                                    |                                        |                          |                          |          |
| 18                                                      | Falun                       | Sprint                             | F                                  | 16 mars 2018                       | Hanna Falk                             | Jonna Sundling           | Marit Bjørgen            |          |
| 18                                                      | Falun                       | 10 km masstart                     | K                                  | 17 mars 2018                       | Krista Pärmäkoski                      | Marit Bjørgen            | Ingvild Flugstad Østberg |          |
| 18                                                      | Falun                       | 10 km jaktstart [not2]             | F                                  | 18 mars 2018                       | Jessie Diggins                         | Ragnhild Haga            | Marit Bjørgen            |          |
| 18                                                      | Falun                       | Slutresultat för avslutningstouren | Slutresultat för avslutningstouren | Slutresultat för avslutningstouren | Marit Bjørgen                          | Jessie Diggins           | Sadie Bjornsen           |          |

#### Lagtävlingar
| Nr | Ort     | Disciplin  | Stil | Datum           | Etta                                         | Tvåa                               | Trea                              | Referens |
| -- | ------- | ---------- | ---- | --------------- | -------------------------------------------- | ---------------------------------- | --------------------------------- | -------- |
| 1  | Dresden | Teamsprint | F    | 14 januari 2018 | Sverige II Ida Ingemarsdotter Maja Dahlqvist | Sverige I Hanna Falk Stina Nilsson | USA I Ida Sargent Sophie Caldwell |          |